# Marshall Hall
Marshall Hall   (Saint Louis, 17 de setembre de 1910 - Londres, 4 de juliol de 1990) va ser un matemàtic estatunidenc.
Nascut i escolaritzat a Saint Louis (Missouri), des de nen va mostrar grans habilitats amb els números. Va estudiar a la universitat Yale entre 1928 i 1932 i, després d'un curs a la universitat de Cambridge, va obtenir el doctorat rl 1936, sota la direcció d'Øystein Ore, a Yale on va romandre com professor fins a la Segona Guerra Mundial. Durant la guerra va treballar pel servei d'intel·ligència estatunidenc, essent destinat un temps a Bletchley Park. Des de 1946 fins a 1959 va ser professor de la Universitat Estatal d'Ohio i a partir de 1959 fins que es va retirar el 1981 ho va ser a l'Institut Tecnològic de Califòrnia. Després de retirar-se en cara ca ser professor col·laborador de la universitat Emory d'Atlanta (Geòrgia).
Les seves recerques més importants van ser en el camp de la teoria de grups i les seves aplicacions a l'àlgebra, la geometria i la combinatòria. El 1959 va publicar la seva monografia The Theory of Groups que es va convertir en el llibre clàssic en la matèria.